# Chlorota jamesonae
Chlorota jamesonae är en skalbaggsart som beskrevs av Soula 2002. Chlorota jamesonae ingår i släktet Chlorota och familjen Rutelidae. Inga underarter finns listade i Catalogue of Life.